# Raoul Dufy
Raoul Dufy (født 3. juni 1877 i Le Havre, Frankrig; død 23. marts 1953 i Forcalquier, Frankrig) var en fransk maler.
Dufy voksede op i Le Havre, hvor han lærte Georges Braque og Othon Friesz at kende. Han studerede ved École des Beaux-Arts i Paris. Under indflydelse af Matisse malede han i begyndelsen af 1900-tallet fauvistiske billeder med brug af et kraftigt farvevalg og en ujævn sort kontur som på La plage de Sainte-Adresse fra 1904.
Kubismen og indflydelsen fra Cézanne skabte monumentale former som i Les Trois Baigneuses (1919), mens han efter 1920 malede hestevæddeløbsbaner, regattaer og kasinoer. Hans rene farver og former inspirerede til tekstiler.
| - Værker af Raoul Dufy - Landskab med tre stakke halm, ml. 1900 og 1910 Paysage aux trois meules de paille - Stranden ved Sainte-Adresse, Normandie, 1906 - Det hvide sejl, 1906 - Havnen ved Le Havre, 1906 Le Port du Havre - De allierede, 1914 Les Alliés - Den arabiske rytter,1914 Le Cavalier arabe (Le Cavalier blanc) - De tre badende, 1919 Les Trois baigneuses - Landskab ved Vence i Provence, 1920-21. Statens Museum for Kunst - Regatta, 1920-22 Fête Nautique - Hotel Sube, 1926 - Saint-Cloud, 1928 - Hvedemark i Normandiet, 1935 - Seinens bifloder, 1942 Les affluents de la Seine - Landskab ved Ávila, 1949 Paysage d'Avila - Gravsted på kirkegård i Cimiez, Nice |